# Hallenhuisboerderij (Ten Arlo)
De hallenhuisboerderij aan de Hoogeveenseweg 17 in de Drentse buurtschap Ten Arlo nabij Zuidwolde is een monumentaal gebouwencomplex, dat oorspronkelijk in de 18e eeuw werd gebouwd in een traditioneel ambachtelijke stijl.
Het boerderijcomplex aan de Hoogeveenseweg 17 in Ten Arlo bestaat uit een boerderij van het hallenhuistype met een bijbehorende schuur. Bij het monumentale complex horen ook een stookhut, een varkensschuur en een vrijstaande bijschuur. In 1965 werd het complex als rijksmonument ingeschreven in het monumentenregister. De boerderij en het totale complex verkregen die status vanwege het cultuurhistorische belang van het complex als voorbeeld van de agrarische ontwikkeling in Drenthe. De vormgeving en het materiaalgebruik werden bij de erkenning als rijksmonument van architectuurhistorisch belang geacht. Het complex ontleent tevens zijn stedebouwkundige waarde  aan het onderdeel zijn van het beschermd dorpsgezicht Ten Arlo.
Na 1980 kreeg het gebouw een bestemming binnen de horeca. Tot halverwege 2019 was in de boerderij het restaurant De Groene Lantaarn gevestigd.